# Werner Greve
Werner Greve (* 1959) ist ein deutscher Psychologe.

## Leben
Er erwarb jeweils in Trier 1985 den Diplom-Psychologe, 1989 den Dr. rer. nat., 1992 den M.A. (Philosophie) und 1998 die Habilitation (Psychologie). Von 1985 bis 1987 war er wissenschaftlicher Mitarbeiter der Universität Trier, Fachbereich 1 – Psychologie. Seit 2001 ist er Professor für Psychologie an der Universität Hildesheim.
Seine Forschungsschwerpunkte sind Entwicklung über die Lebensspanne; Prozesse der Entwicklungsregulation, Entwicklungsbedingungen von Bewältigungsprozessen in der Konfrontation mit belastenden Lebensereignissen und Entwicklungsproblemen; Entwicklung des Selbst über die Lebensspanne; Entwicklungsfolgen von Opfererfahrungen, Entwicklungspsychologie der Furcht vor Kriminalität und Viktimisierung; Erklärung und Bedingungen delinquenten und kriminellen Handelns; Entwicklungsfolgen des Strafvollzugs; evolutionäre (Entwicklungs-)Psychologie und theoretische und philosophische Psychologie; Handlungstheorie.